# Mistrzostwa Świata w Piłce Nożnej Plażowej 1998
Mistrzostwa świata w piłce nożnej plażowej 1998 – czwarte rozgrywki o tytuł mistrza świata. Turniej został rozegrany na Copacabanie w styczniu 1998. Po raz pierwszy w turnieju o mistrzostwo świata wystartowało 10 zespołów, poprzednio było ich 8.

## Zespoły zakwalifikowane
| Drużyna           | Strefa kwalifikacyjna | Liczba występów do tej pory | Najlepszy wynik                | Ostatni występ |
| ----------------- | --------------------- | --------------------------- | ------------------------------ | -------------- |
| Stany Zjednoczone | Ameryka Północna      | 3                           | II miejsce (1995)              | 1997           |
| Brazylia          | Ameryka Południowa    | 3                           | Mistrzostwo (1995, 1996, 1997) | 1997           |
| Urugwaj           | Ameryka Południowa    | 3                           | II miejsce (1996, 1997)        | 1997           |
| Peru              | Ameryka Południowa    | debiutant                   | debiutant                      | debiutant      |
| Argentyna         | Ameryka Południowa    | 3                           | IV miejsce (1997)              | 1997           |
| Chile             | Ameryka Południowa    | debiutant                   | debiutant                      | debiutant      |
| Francja           | Europa                | 1                           | Faza Grupowa (1997)            | 1997           |
| Hiszpania         | Europa                | debiutant                   | debiutant                      | debiutant      |
| Portugalia        | Europa                | 1                           | Faza Grupowa (1997)            | 1997           |
| Włochy            | Europa                | 3                           | III miejsce (1996)             | 1997           |

## Faza grupowa

### Grupa A
Tabela:
| lp. | Reprezentacja | M | Z | R | P | Bramki  | Pkt |
| --- | ------------- | - | - | - | - | ------- | --- |
| 1.  | Brazylia      | 4 | 4 | 0 | 0 | 38 – 6  | 12  |
| 2.  | Peru          | 4 | 3 | 0 | 1 | 21 – 23 | 9   |
| 3.  | Hiszpania     | 4 | 2 | 0 | 2 | 17 – 22 | 6   |
| 4.  | Argentyna     | 4 | 1 | 0 | 3 | 13 – 9  | 3   |
| 5.  | Włochy        | 4 | 0 | 0 | 4 | 12 – 31 | 0   |

Wyniki:
| Brazylia  | 14 – 1 | Włochy    |
| Argentyna | 4 – 5  | Peru      |
| Hiszpania | 4 – 3  | Włochy    |
| Brazylia  | 9 – 2  | Peru      |
| Peru      | 7 – 4  | Włochy    |
| Hiszpania | 5 – 2  | Argentyna |
| Peru      | 7 – 6  | Hiszpania |
| Brazylia  | 5 – 1  | Argentyna |
| Argentyna | 6 – 4  | Włochy    |
| Brazylia  | 10 – 2 | Hiszpania |

### Grupa B
Tabela:
| lp. | Reprezentacja     | M | Z   | R | P | Bramki  | Pkt |
| --- | ----------------- | - | --- | - | - | ------- | --- |
| 1.  | Francja           | 4 | 3\| | 0 | 1 | 17 – 15 | 9   |
| 2.  | Urugwaj           | 4 | 2   | 0 | 2 | 15 – 17 | 6   |
| 3.  | Portugalia        | 4 | 2   | 0 | 2 | 22 – 13 | 6   |
| 4.  | Stany Zjednoczone | 4 | 2   | 0 | 2 | 13 – 14 | 6   |
| 5.  | Chile             | 4 | 1   | 0 | 3 | 14 – 22 | 3   |

Wyniki:
| Portugalia        | 11 – 1 | Chile             |
| Stany Zjednoczone | 4 – 2  | Urugwaj           |
| Chile             | 5 – 1  | Urugwaj           |
| Francja           | 4 – 3  | Stany Zjednoczone |
| Francja           | 3 – 2  | Portugalia        |
| Stany Zjednoczone | 4 – 3  | Chile             |
| Urugwaj           | 7 – 4  | Portugalia        |
| Francja           | 6 – 5  | Chile             |
| Portugalia        | 5 – 2  | Stany Zjednoczone |
| Urugwaj           | 5 – 4  | Francja           |

## Faza Pucharowa

### Półfinały
| Francja  | 6 – 5 | Peru    |
| Brazylia | 5 – 1 | Urugwaj |

### Mecz o 3 miejsce
| Urugwaj | 6 – 3 | Peru |

### Finał
| Brazylia | 9 – 2 | Francja |

## Nagrody
- MVP: Junior ( Brazylia)
- Król strzelców: Junior ( Brazylia) – 14 bramek
- Najlepszy bramkarz: Paulo Sergio ( Brazylia)